# Blote oog
Het blote oog (of ongewapende oog) is het begrip om het zien zonder hulp van geavanceerde optische instrumenten zoals telescopen en microscopen mee aan te duiden.
De term wordt meer in het bijzonder gebruikt in de astronomie. Hiermee wordt dan het waarnemen bedoeld van verschijnselen en objecten die helderder zijn dan een zekere magnitude, zoals de Maan, de planeten Venus, Mars, Jupiter en Saturnus, conjuncties, kometen en meteorenzwermen. 
Het gebruik van corrigerende lenzen wordt echter ook tot waarneming met het blote oog gerekend.